# Nazaré Paulista (ort)
Nazaré Paulista är en ort i Brasilien.   Den ligger i kommunen Nazaré Paulista och delstaten São Paulo, i den sydöstra delen av landet, 800 km söder om huvudstaden Brasília. Nazaré Paulista ligger 855 meter över havet och antalet invånare är 16 413.
Terrängen runt Nazaré Paulista är huvudsakligen kuperad, men den allra närmaste omgivningen är platt. Runt Nazaré Paulista är det tätbefolkat, med 591 invånare per kvadratkilometer.. Närmaste större samhälle är Atibaia, 17,4 km väster om Nazaré Paulista.
I omgivningarna runt Nazaré Paulista växer huvudsakligen savannskog.